# Damione Lewis
Damione Ramon Lewis (Sulphur Springs, 1º marzo 1978) è un ex giocatore di football americano e allenatore di football americano statunitense che ha militato nel ruolo di defensive end nella National Football League (NFL).

## Carriera

### St. Louis Rams
Al college Lewis giocò a football a Miami. Fu scelto come dodicesimo assoluto nel Draft NFL 2001 dai St. Louis Rams. Nella sua stagione da rookie disputò 9 partite, di cui 3 come titolare, prima di essere inserito in lista infortunati per una frattura a un piede che non gli permise di essere in campo nel Super Bowl XXXVI, perso contro i New England Patriots. L'anno seguente disputò tutte le 16 partite, di cui due come titolare (una come defensive end e una come defensive tackle) mettendo a segno 44 tackle, 4 sack, 14 pressioni sul quarterback e un passaggio deviato.
Nel 2003 Lewis disputò 12 partite, di cui le prime 7 come titolare, facendo registrare 34 tackle, mezzo sack, 13 pressioni sul quarterback, un fumble forzato e un passaggio deviato. Un infortunio a una caviglia rimediato nella data contro i Pittsburgh Steelers gli impedì di essere in campo con continuità nella seconda parte della stagione.
Nel 2004 Lewis riguadagnò il posto da titolare, terminando con i record in carriera di 61 placcaggi e 5 sack. L'anno successivo disputò tutte le 16 partite, di cui le ultime 7 come titolare, concludendo con 45 tackle e un sack.
Lewis giocò complessivamente cinque anni con i Rams, partendo come titolare in 29 gare su 69, con 10,5 sack.

### Carolina Panthers
Il 14 marzo 2006 Lewis firmò con i Carolina Panthers un contratto biennale del valore di 3,5 milioni di dollari. Nella prima stagione con la nuova maglia disputò tutte le 16 partite, di cui tre come titolare, con 30 tackle e 4,5 sack, contribuendo a fare terminare la difesa al settimo posto della lega. Nel 2007 disputò 15 partite, di cui 2 come titolare, superando le 100 gare disputate in carriera e chiudendo con 32 tackle e 3,5 sack.
Dopo la stagione 2007 Lewis firmò con i Panthers un nuovo contratto triennale da 14 milioni di dollari. Nel 2008 divenne stabilmente titolare dopo che Kris Jenkins fu ceduto. Quell'anno disputò 15 gare come partente, saltandone una per infortunio e facendo registrare 43 placcaggi e 3,5 sack. Fu svincolato il 4 marzo 2010.

### New England Patriots
Lewis firmò con i New England Patriots il 2 aprile 2010 ma fu svincolato il 3 settembre prima dell'inizio della stagione regolare.

### Houston Texans
Lewis firmò con gli Houston Texans il 25 ottobre 2010, passandovi la sua ultima stagione professionista. Fu svincolato il 2 settembre 2011.

## Palmarès
- National Football Conference Championship: 1

St. Louis Rams: 2001